# ستارة المسرح
‘‘‘ستارة المسرح‘‘‘ - هي عبارة عن نوع من الاقمشة مصمم في المسارح لغرض حجب المشهد عن المشاهدين في فترة ما قبل العرض .

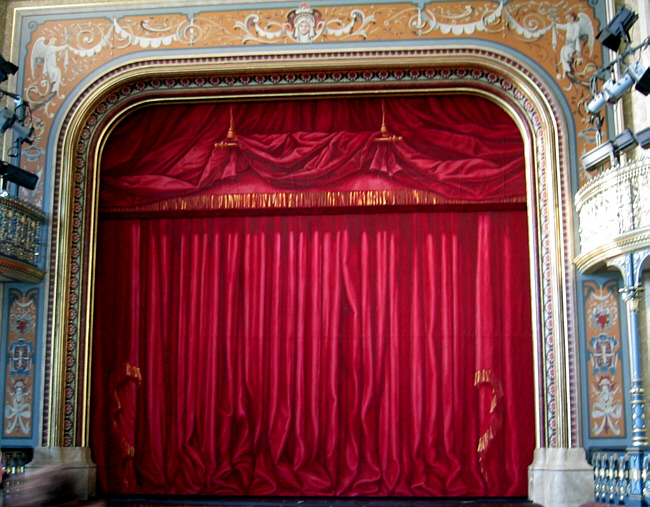

## روابط خارجية
× http://www.peroni.com/lang_UR/prodotti.php?idCat=160
- http://dramateshka.ru/index.php/methods/scene-graphics/5408-vidih-teatraljnihkh-zanavesov